# Navegação Inuíte

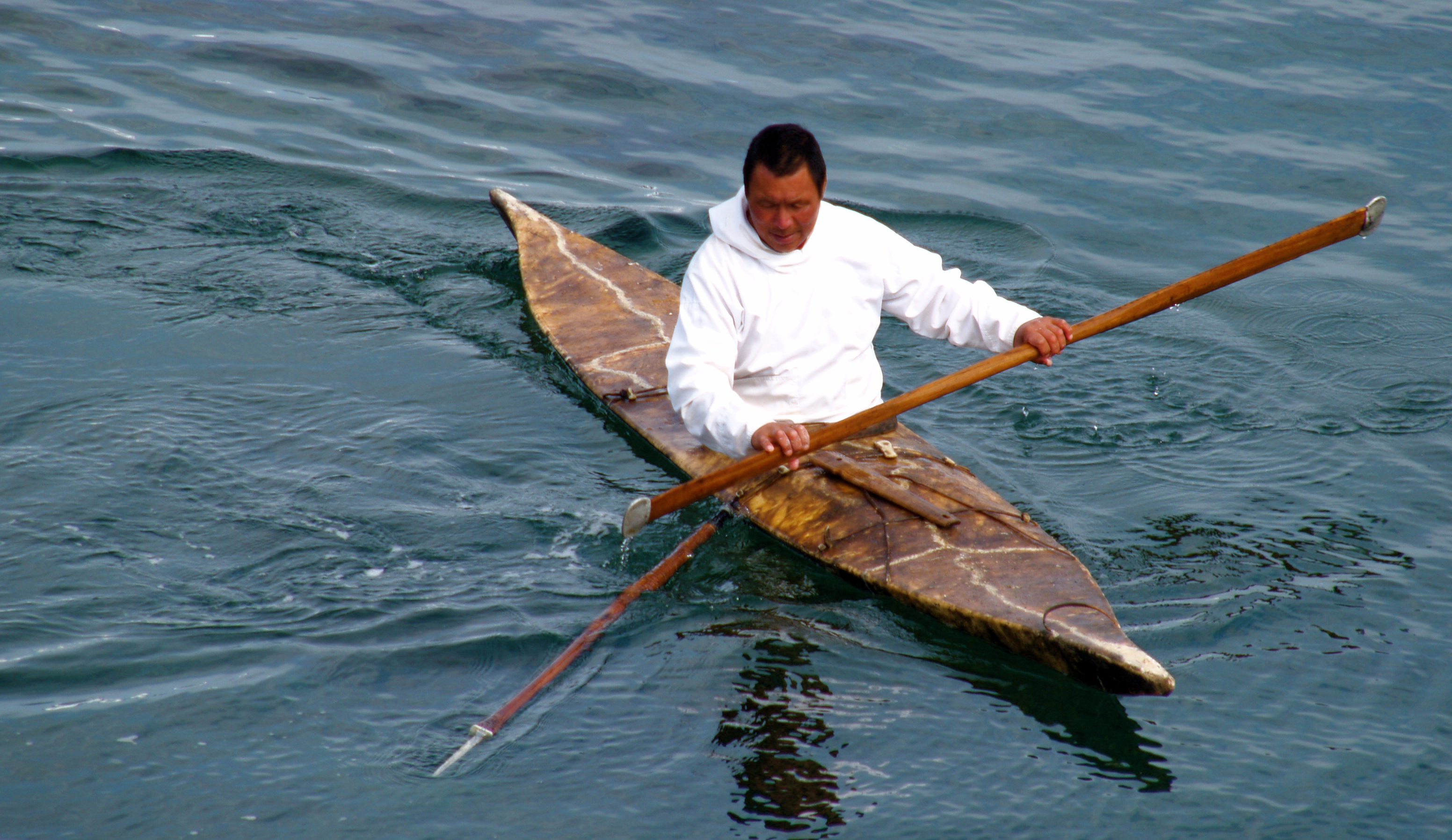
Caçador de focas Inuit em um qajaq, armado com um arpão.

A navegação inuíte é um sistema de navegação usado há milhares de anos pelos Inuítes, um grupo de povos indígenas culturalmente semelhantes que habitam as regiões árticas e subárticas da Groenlândia, Canadá e Alasca (Estados Unidos). Os caçadores inuítes viajam por longas distâncias na tundra e nas águas costeiras em busca de alimento.
Os inuítes acumularam uma vasta gama de conhecimento, transmitido pela tradição oral, sobre a navegação pela tundra, pelo gelo marinho e mar aberto, dominando técnicas de geolocalização nestes ambientes, que apresentam diversos desafios. Alguns deles são os poucos pontos de referência de navegação durante uma nevasca ou a falta de referência nas margens costeiras, quando observadas no mar.
Os caçadores inuítes orientam-se na terra através da compreensão dos ventos dominantes e dos padrões por eles formados em montes de neve, assim como da compreensão do comportamento da migração de renas, peixes e pássaros e observação astronômica.

## Navegação astronômica
A navegação astronômica é feita pelos viajantes inuítes, embora seja limitada pela mudança na duração da noite ao longo do ano e outros fatores. Condições meteorológicas nubladas, de nevasca e a luz da aurora boreal também limitam seu uso, por exemplo, já que a neve que é mantida no ar pelo vento cria uma espécie de neblina. Além disso, mesmo que o céu noturno esteja livre de nuvens ou neblina, o luar brilhando no gelo e na neve reflete no céu e pode obscurecer a observação das estrelas.

## Navegação no gelo marinho

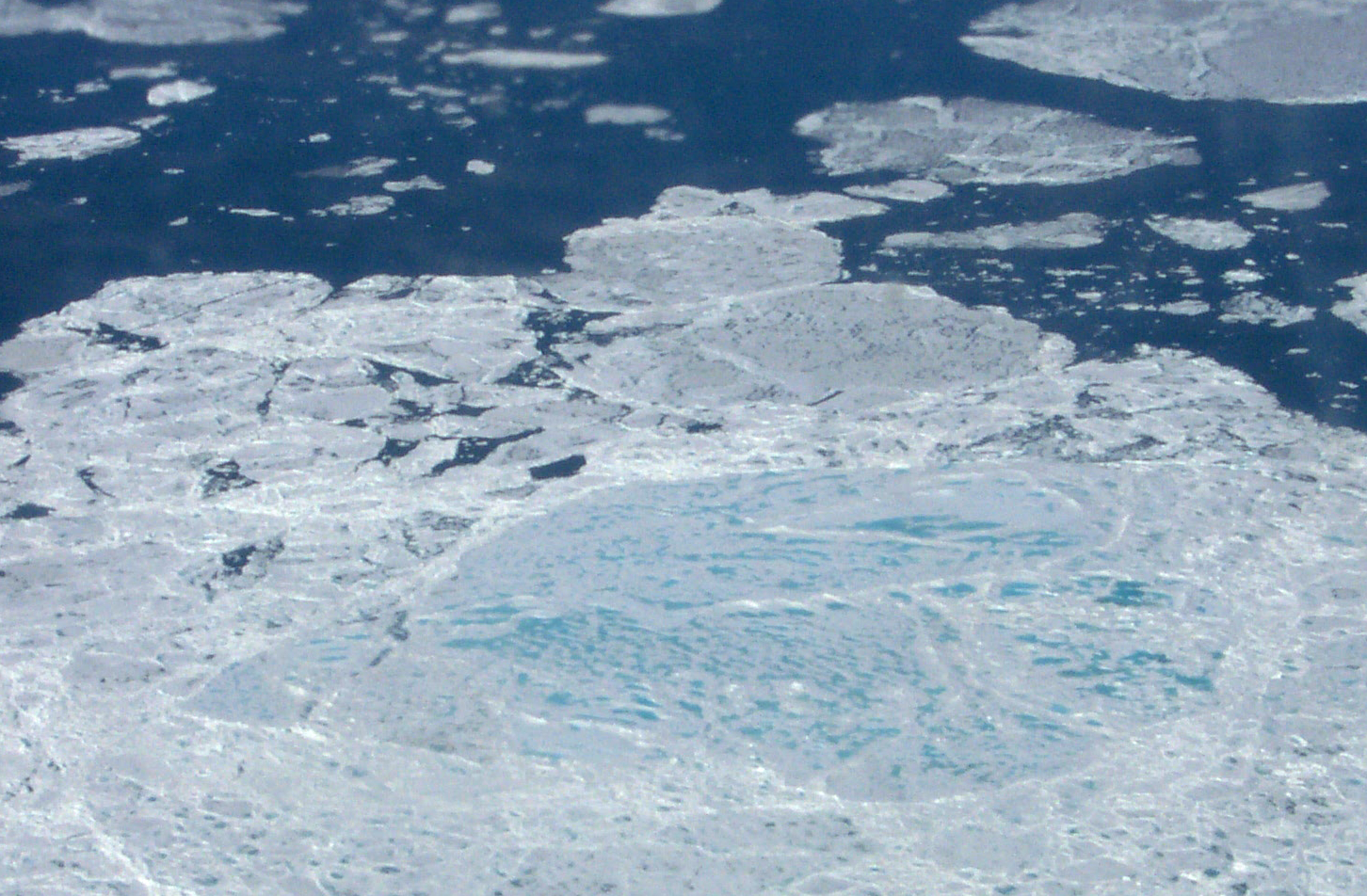
Esta fotografia, tirada de um avião, mostra uma seção de gelo marinho. As áreas azuis mais claras são lagoas de gelo derretido e as áreas mais escuras são águas abertas.

A descrição dos ventos dominantes do local ou região e também as condições do gelo marinho podem resultar em ventos, marés e correntes e, por isso, são tão importantes para a navegação. Os viajantes inuítes orientam-se e instruem outros viajantes através da descrição das condições do gelo marinho, que possuem características específicas em locais definidos todos os anos, tais como dunas de gelo e cristas de pressão, acúmulo de gelo e polínias.
As áreas de águas abertas resultantes de polínias podem ser identificadas no horizonte como um reflexo azul da água no céu, diferente da cor de fundo do céu.

## Navegação em terra
O vento dominante na região é a ferramenta mais confiável de orientação espacial para os viajantes inuítes porque ele molda formas e padrões nos montes de neve, incluindo sastrugi, que os inuítes chamam de kalutoqaniq. Essas formas e esses padrões são característicos da paisagem da neve e indicam a direção do vento predominante. Os viajantes inuítes se orientam usando formas e padrões presentes em montes de neve enquanto viajam pela tundra plana ou quando uma nevasca ou outras condições climáticas obscurecem outros pontos de referência.
Os inuítes constroem inuksuk (montes de pedra) com várias formas e diferentes propósitos, como a marcação do túmulo de um angakkuq ou para encurralar a rena para auxiliar na caça. Esses montes também atuam como indicadores de navegação.

## Transporte

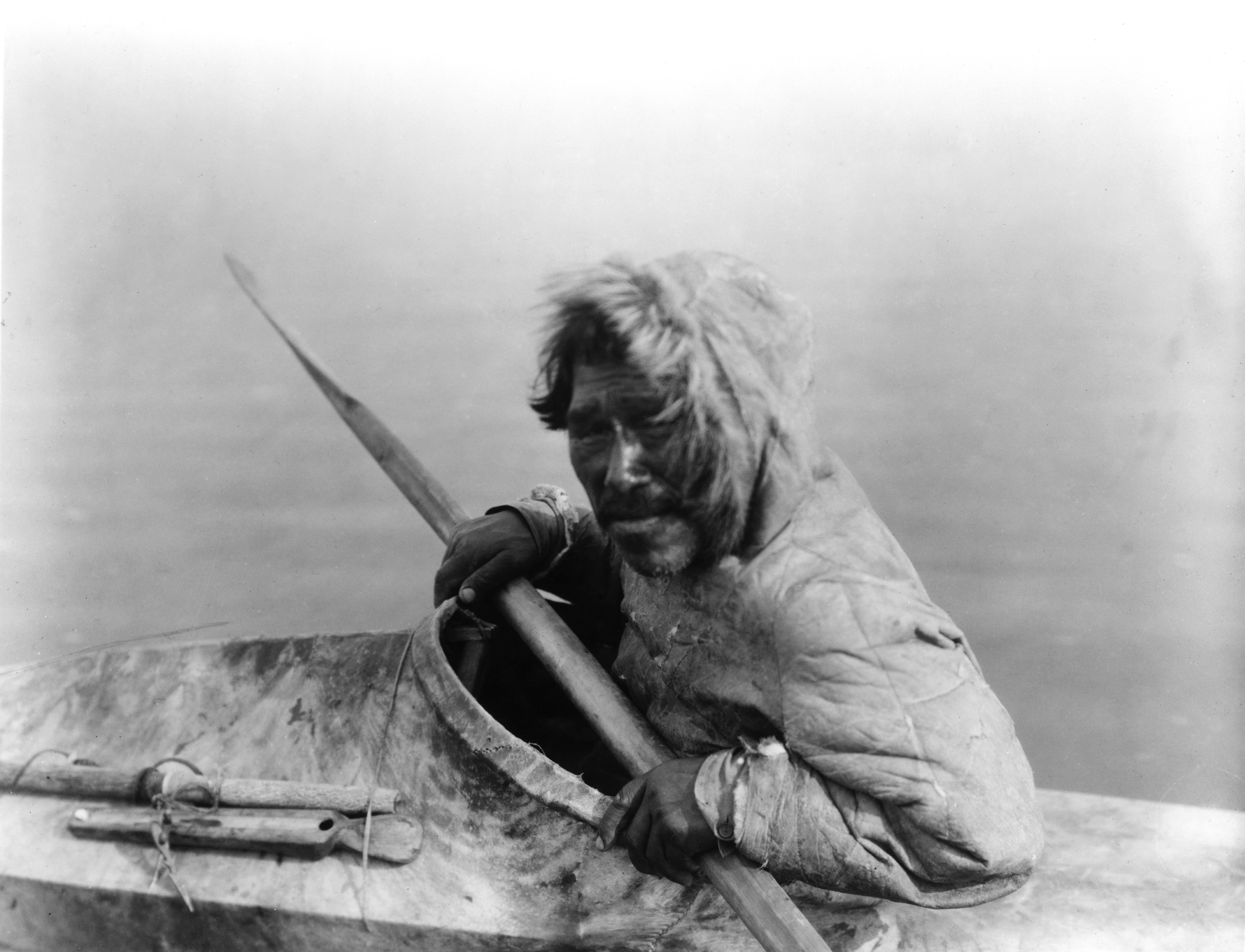
Homem Iñupiat em um caiaque, Noatak, Alasca, c. 1929 (foto de Edward S. Curtis).

No verão, os inuítes caçam animais marinhos em barcos de pele de foca que comporta um único passageiro, chamados qajaq  ( sílabas inuktitut: ᖃᔭᖅ ), que possuem excelente flutuabilidade e são facilmente desvirados  mesmo quando de cabeça para baixo. Por causa dessa característica, o design foi copiado por europeus e americanos para formulação do caiaque.
No inverno, tanto na terra quanto no gelo marinho, os inuits usam trenós puxados por cães (qamutik) para transporte. A raça de cães husky deriva do Husky Siberiano, que teve seus ancestrais domesticados na Sibéria há 23 mil anos pelos antigos siberianos do norte, depois se dispersaram para o leste nas Américas e para o oeste pela Eurásia. O trenó - feito de madeira, ossos de animais, barbas de baleia, peixes congelados, dentre outros - é puxado por uma equipe de cães disposta lado a lado ou em formato de leque sobre a neve e o gelo.

## Elaboração de mapas
Os navegadores inuítes entendiam o conceito de mapas e construíam mapas em relevo com areia, gravetos e seixos como forma de se localizarem. Também desenharam mapas em peles usando corantes vegetais. Por exemplo, a partir da casca do amieiro é possível extrair a cor marrom avermelhada e o abeto produz o vermelho. Bagas, líquen, musgo e algas também eram utilizados como fonte de corantes naturais.